# Всеобщие выборы в Кот-д’Ивуаре (1965)
Всеобщие выборы в Кот-д’Ивуаре проходили 7 ноября 1965 года. На них избирались президент и члены Национального собрания. В стране существовала однопартийная система с единственной легальной Демократической партией. Феликс Уфуэ-Буаньи был переизбран президентом без соперников. Единый список Демократической партии получил все 85 мест Национального собрания. Явка составила 99,6%.

## Результаты

### Президентские выборы
| Кандидат                            | Партия                              | Голоса    | %    |
| ----------------------------------- | ----------------------------------- | --------- | ---- |
| Феликс Уфуэ-Буаньи                  | Демократическая партия              | 1 867 605 | 100  |
| Недействительных/пустых бюллетеней  | Недействительных/пустых бюллетеней  | 332       | -    |
| Всего                               | Всего                               | 1 867 937 | 100  |
| Зарегистрированных избирателей/Явка | Зарегистрированных избирателей/Явка | 1 875 547 | 99,6 |
| Источник: Nohlen et al.             |                                     |           |      |

### Парламентские выборы
| Партия                              | Голоса    | %    | Мест | +/– |
| ----------------------------------- | --------- | ---- | ---- | --- |
| Демократическая партия              | 1 863 005 | 100  | 85   | +15 |
| Недействительных/пустых бюллетеней  | 4 932     | –    | –    | –   |
| Всего                               | 1 867 937 | 100  | 85   | +15 |
| Зарегистрированных избирателей/Явка | 1 875 547 | 99,6 | –    | –   |
| Источник: Nohlen et al.             |           |      |      |     |